# Escut de les Piles
L'escut oficial de les Piles té el següent blasonament:
Escut caironat: de gules, 2 piles apuntades d'argent. Per timbre una corona mural de poble.

## Història
Va ser aprovat el 23 de desembre de 1996.
Les dues piles són un senyal parlant referent al nom de la localitat. Els esmalts, argent i gules, provenen de les armes dels Timor, senyors del castell del poble.